# كييونوسوكي ماروتاني
كييونوسوكي ماروتاني (باليابانية: 丸谷 清之介)، هو لاعب كرة قدم ياباني سابق كان يلعب كلاعب وسط. سبق له أن لعب مع منتخب اليابان.

## وصلات خارجية
- كييونوسوكي ماروتاني على موقع ناشيونال فوتبول تيمز (الإنجليزية)

- National Football Teams
- Japan National Football Team Database